# Nathan James
Nathan Tunchatchawan James (* 28. září 2004) je thajský profesionální fotbalista, který hraje na pozici obránce za anglický klub Barnsley FC. Reprezentoval thajský národní tým do 20 let na mládežnickém turnaji AFF U-19 Youth Championship 2022.

## Kariéra
James se stal profesionálem v Barnsley v červenci 2023, když zapůsobil na manažera akademie Bobbyho Hassella během jeho působení v akademii Burnley. V prvním týmu Barnsley debutoval 5. září 2023, kdy v 67. minutě vystřídal Maëla de Gevigneyho v zápase skupinové fáze EFL Trophy s Grimsby Town; Barnsley vyhrálo zápas 2:0. 25. října odešel na hostování do Farsley Celtic.

## Statistiky

### Klubové
Platí k zápasu hranému 26. září 2023.
| Klub                       | Sezóna            | Liga                  | Liga   | Liga  | Národní pohár | Národní pohár | Ligový pohár | Ligový pohár | Ostatní | Ostatní | Celkově | Celkově |
| Klub                       | Sezóna            | Soutěž                | Zápasy | Goals | Zápasy        | Goals         | Zápasy       | Goals        | Zápasy  | Goals   | Zápasy  | Góly    |
| -------------------------- | ----------------- | --------------------- | ------ | ----- | ------------- | ------------- | ------------ | ------------ | ------- | ------- | ------- | ------- |
| Barnsley                   | 2023/24           | EFL League One        | 0      | 0     | 0             | 0             | 0            | 0            | 2       | 0       | 2       | 0       |
| Farsley Celtic (hostování) | 2023/24           | National League North | 0      | 0     | 0             | 0             | 0            | 0            | 0       | 0       | 0       | 0       |
| Celkově v kariéře          | Celkově v kariéře | Celkově v kariéře     | 0      | 0     | 0             | 0             | 0            | 0            | 2       | 0       | 2       | 0       |